# Löwenfluss
Der Löwenfluss, auch Löwen-Rivier bzw. Guruchab, ist ein etwa 250 km langes Rivier in Südnamibia. Er mündet in den Fischfluss.

## Verlauf
Der Löwenfluss entspringt in den Karasbergen etwa 70 Kilometer südlich von Keetmanshoop und wird durch den Naute-Damm vor seiner Mündung gestaut. Der Löwenfluss bildet damit die Haupt-Wasserversorgung für die Stadt Keetmanshoop und das Zentrum des Erholungsgebiets Naute.

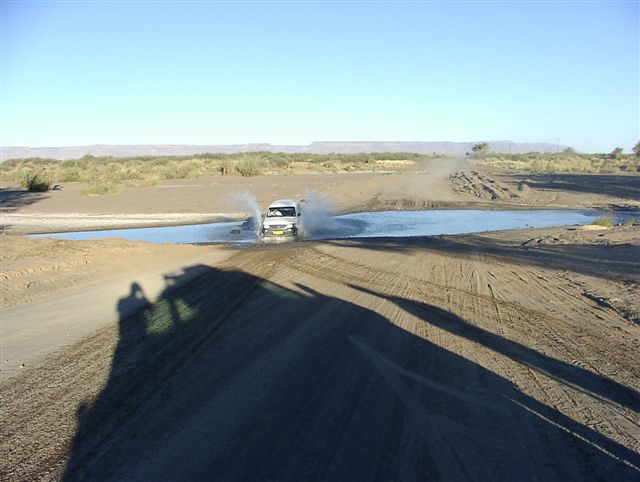
Löwenfluss zur Regenzeit